# Roman Petrovitj af Rusland
Prins Roman Petrovitj af Rusland (russisk: Роман Петрович Романов; tr. Roman Petrovitj Romanov) (17. oktober 1896 – 23. oktober 1978) var en russisk prins fra Huset Romanov. Han var det andet barn af storfyrst Peter Nikolajevitj af Rusland og hans hustru prinsesse Militza af Montenegro.

## Biografi
Prins Roman blev født den 17. oktober 1896 på forældrenes sommeresidens Snamenka i Petergof udenfor Sankt Petersborg i det Russiske Kejserrige. Han var det andet barn og ældste søn af storfyrst Peter Nikolajevitj af Rusland og hans hustru prinsesse Militza af Montenegro. Han undslap den Russiske Revolution sammen med resten af sin familie og tilbragte resten af sit lange liv i eksil. 
Prins Roman giftede sig i et morganatisk ægteskab den 16. november 1921 i Antibes i Sydfrankrig med grevinde Praskovja Dmitrijevna Sjeremeteva (russisk: Прасковья Дмитриевна Шереметева). De fik to sønner, Nikolaj Romanovitj Romanov og Dmitrij Romanovitj Romanov.
Da Prins Romans farbror Storfyrst Nikolaj aldrig fik nogen børn, blev Prins Roman hans arving. 
Prins Roman døde 82 år gammel den 23. oktober 1978 i Rom i Italien.

## Eksterne links
- Wikimedia Commons har flere filer relateret til Roman Petrovitj af Rusland